# Acte additionnel aux Constitutions de l'Empire du 22 avril 1815
 (novembre 2016).
Si vous disposez d'ouvrages ou d'articles de référence ou si vous connaissez des sites web de qualité traitant du thème abordé ici, merci de compléter l'article en donnant les références utiles à sa vérifiabilité et en les liant à la section « Notes et références ».
Lire en ligne

Consulter

Charte constitutionnelle du 4 juin 1814 (Première Restauration) Charte constitutionnelle du 4 juin 1814 (Seconde Restauration)
L'acte additionnel aux Constitutions de l'Empire du 22 avril 1815 est l'acte constitutionnel rédigé par Benjamin Constant à la demande de Napoléon Ier lors de son retour de l'île d'Elbe. Cet acte prend en compte certaines améliorations de la charte de 1814, et certaines de ses dispositions améliorent également ladite charte lors du deuxième retour de Louis XVIII.
À la suite de François-Dominique de Reynaud, comte de Montlosier, cette constitution est surnommée la Benjamine, d'après le prénom de son auteur. Elle est d'inspiration très libérale et donne aux Français des droits qui leur étaient inconnus jusqu'alors, comme le droit d'élire un maire dans les communes de moins de 5 000 habitants ou encore le droit pour les représentants du peuple d'amender la Constitution.
Pour minimiser les changements intervenus et les concessions faites à l'esprit nouveau, Napoléon l'inscrit comme la continuité des précédentes constitutions et elle prend notamment la forme d'un acte « additionnel aux constitutions de l'Empire ».

## Rédaction
Napoléon Ier revenu de l'île d'Elbe pour la période des Cent-Jours ne peut rétablir le Premier Empire tel qu'il était avant la Restauration.
Après quelques hésitations, l'empereur décide de ne pas confier l'élaboration d'une nouvelle constitution à une assemblée constituante élue mais à une commission spéciale. Fin mars 1815, il en nomme les membres. Elle se compose de sept à huit membres, à savoir : les quatre ministres d'État — Regnaud de Saint-Jean d'Angély, Defermon, Boulay de la Meurthe et Merlin — auxquels s'ajoutent Cambacérès, Maret, Carnot et peut-être Roederer. Carnot rédige un projet de Constitution. Mais celui-ci est mal accueilli par les autres membres de la commission. Sur les conseils de Fouché, Sébastiani et Joseph Bonaparte, l'empereur se résout à consulter Constant, alors principal publiciste libéral.
Constant rédige une nouvelle Constitution.
Le 22 avril, l'empereur signe l'Acte additionnel. Dès le lendemain, celui-ci est publié au Moniteur et au Bulletin des lois, accompagné du décret organisant sa ratification par le peuple. Elle est adoptée par plébiscite le 1er juin 1815 à une  majorité de 1 305 206 électeurs, mais avec une très forte abstention de plus de 5 millions d'hommes, soit 80 % d'abstention. Elle est promulguée lors de la cérémonie du Champ de mai. La défaite de Napoléon fit que ce texte ne fut jamais réellement appliqué.
L'acte additionnel, marqué par le désir de libéraliser le régime, s'inspire beaucoup de la Charte de 1814.

## Principes
Le pouvoir législatif est exercé par l'Empereur et le Parlement. Celui-ci est composé de deux assemblées, la Chambre des pairs composée de membres héréditaires nommés par l'Empereur et la Chambre des représentants composée de 629 députés élus pour cinq ans au suffrage censitaire. Les membres de la famille impériale sont membres de la Chambre des pairs. La Chambre des pairs est présidée par l'archichancelier d'Empire ; la Chambre des représentants choisit son propre président. 
Le gouvernement soumet des propositions de loi au Parlement, qui peut proposer des amendements au gouvernement. Le Parlement peut aussi proposer au gouvernement de légiférer sur un sujet donné. Une proposition de loi peut être soumise en premier lieu à l'une ou l'autre des deux chambres. Toutefois, les lois de finances doivent être en premier lieu déposées à la Chambre des représentants. La loi est adoptée après l'avoir été par les deux chambres.  
Les ministres deviennent pénalement responsables. La libéralisation se traduit également par la garantie accordée aux droits et aux libertés individuelles et par la suppression de la censure. Le dernier article de l'Acte additionnel, l'article 67, prévoit notamment l'impossibilité de proposer la Restauration de la monarchie des Bourbons et de la féodalité ou de revenir à un culte religieux privilégié ou d'annuler la vente des biens de l'Église. 
Les deux chambres ne siégèrent qu'un mois, du 3 juin au 7 juillet 1815.